# Meat Pie

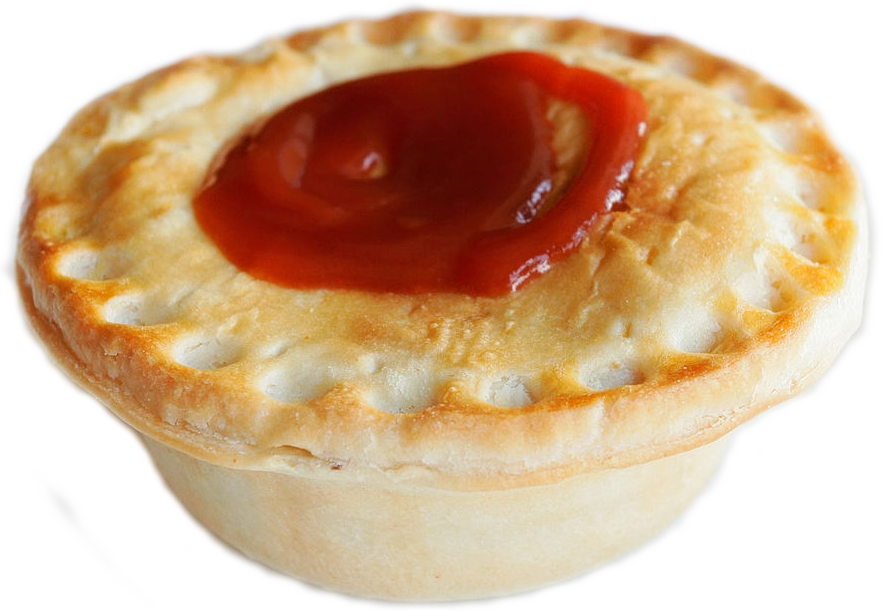
Ein typisch australischer Meat Pie mit Ketchup

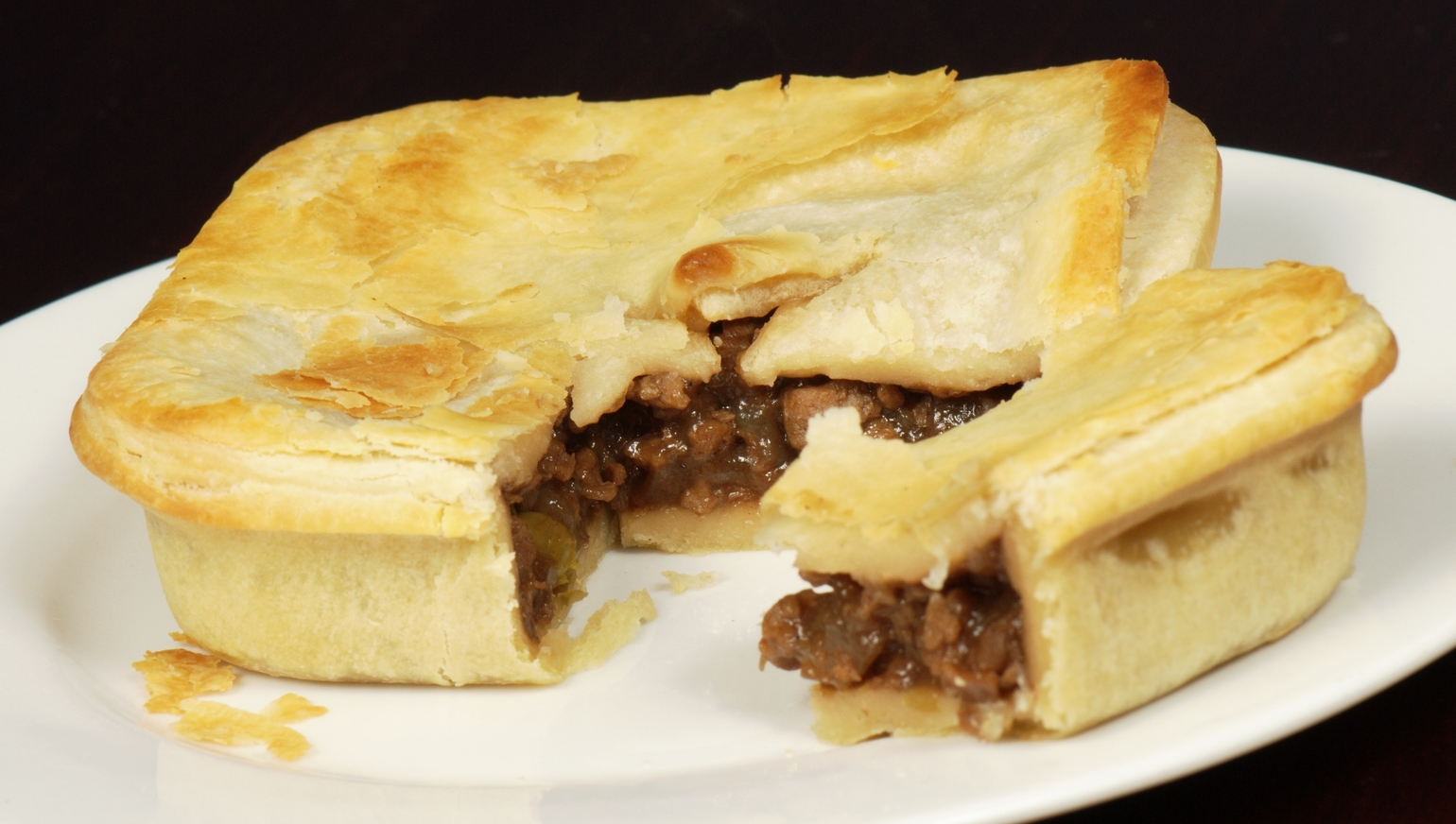
Aufbau eines Pies

Meat Pies sind in der australischen und neuseeländischen Küche ein beliebtes Fast-Food-Gericht und werden dort an Imbissständen in Busbahnhöfen und Bahnhöfen sowie in Backshops angeboten, aber auch zu Hause zubereitet (bzw. aufgewärmt). Meat Pies werden auch tiefgefroren verkauft. Sie haben dort einen ähnlichen Status wie Hamburger oder Pizza in den europäischen Ländern. In Australien werden sie geradezu als nationales Symbol angesehen. Der Premier von New South Wales bezeichnete sie 2003 als Australiens "Nationalgericht".
Von der bekannten Marke Four'N'Twenty werden pro Stunde 50.000 Stück hergestellt, jeder Australier isst durchschnittlich 12 Meat Pies pro Jahr. Meat Pies sind eng mit Sportarten wie Rugby, Australian Football, Cricket und anderen Sportarten verbunden, da sie gern während des Spieles (oder mit einer Büchse Bier vor dem Fernseher) konsumiert werden.

## Rezept
Das klassische Grundrezept besteht aus einer Teighülle mit einer Füllung aus Rindfleisch und gravy, einer aus Bratensaft hergestellten englischen Soße als geschmacksbestimmender Komponente. Teilweise wird das Rindfleisch durch eine Fleischmasse oder Hühnerfleisch ersetzt. Meat Pies müssen nach den Regularien der „Food Standards Australia New Zealand“ seit dem 21. März 2007 mindestens 25 % Muskelfleisch enthalten. Fleischlose Pies sind in Australien und Neuseeland kaum üblich. Hingegen werden andere Zutaten, wie Käse oder Kartoffeln, teils auch Gemüse, hinzugefügt.

## Trivia
Der Premierminister von New South Wales, Bob Carr veranstaltete 2002 ein Gipfeltreffen zum Thema „übergewichtige Kinder“, auf dem er äußerte, dass die Ernährung von Kindern nur mit Meat Pies, Sausage rolls und Chiko Rolls der Kindesmisshandlung nahe komme.
Im April 2002 führte die ACA (Australian Consumers Association) eine Studie mit 22 Tiefkühl-Pies aus Supermärkten durch. Drei Marken hatten nicht den durch die „Food Standards Australia New Zealand“ (FSANZ) vorgeschriebenen Fleischgehalt von mindestens 25 %, der Fettgehalt betrug 15–35 g Fett pro Pie. Die Studie bezog sich jedoch auf Standard-Produkte aus der Tiefkühltruhe, nicht auf frisch gebackene Meat Pies, deren Nährwert je nach Hersteller sehr unterschiedlich sein kann. Eine weitere Studie der ACA 2006 ermittelte bereits bei 5 von 23 Proben eine Unterschreitung des Mindest-Fleischgehaltes von 25 %.
2006 verlieh die ACA dem Hersteller Black and Gold den Preis "The CHOICE Shonky Award for UnAustralian Content" für ihre Meat Pies mit lediglich 17 % Fleisch.
Seitens der FSANZ sind in Meat Pies folgende Fleischsorten erlaubt: Rind, Büffel, Kamel, Hirsch, Ziege, Hase, Schwein, Geflügel, Kaninchen und Schaf. Auch das magere Kängurufleisch wird gelegentlich eingesetzt. Die meisten Hersteller führen "Rindfleisch" (Beef) explizit in der Zutatenliste auf, bei anderen Fleischsorten wird in der Regel nur "Fleisch" in der Zutatenliste aufgeführt. Die Definition der FSANZ für "Fleisch" umfasst auch Schnauze, Ohren, Zungenwurzel, Sehnen und Blutgefäße. Nur Innereien wie Hirn, Herz, Leber, Niere, Zunge und Kutteln müssen in der Zutatenliste angegeben werden. Wildtiere, die in freier Wildbahn gejagt wurden, dürfen nicht verwendet werden.

## Industrielle Herstellung
Die Hersteller in Australien sind vorwiegend in den einzelnen Bundesstaaten tätig, was aus den großen Transportentfernungen und den fehlenden Kühlungsmöglichkeiten in den frühen Jahren der Produktion resultiert. Viele Pies in Imbissen werden nicht unter einem Markennamen verkauft und können aus lokaler Produktion stammen, von einem großen Markenhersteller geliefert oder auch importiert sein. Die gefrorenen, entweder vorgebackenen oder bereits fertiggebackenen Pies werden vor dem Verzehr aufgewärmt oder fertiggebacken.
Der australische Hersteller Four'N'Twenty führt sein Produkt auf eine Erfindung im Jahr 1947 durch einen gewissen L. T. McClure in einer kleinen Bäckerei in Bendigo zurück. Wegen seiner Verbindungen zum Australian Football hat die Marke in Victoria Kultstatus und auch in anderen Bundesstaaten eine hohe Bekanntheit.
Der Hersteller Sargent führt seine Produktion bis 1906 zurück. Sargents Meat Pies wurden 1927 bei der Eröffnung des Old Parliament House in Canberra serviert; 10.000 nicht verzehrte Pies mussten danach entsorgt werden. In South Australia stellt Balfours seit den frühen 1900er Jahren Meat Pies her und ist mit Vili's einer der zwei wichtigen Hersteller dieses Bundesstaates. Auch diese Hersteller beliefern zahlreiche Spiele der australischen Football-Liga. Die in Western Australia hergestellten Mrs Mac's Pies werden heute landesweit vertrieben, oft an Imbissständen und in Eckläden. Sie betonen im starken Wettbewerb des Fastfood-Marktes Qualität und ungewöhnliche Füllungen. In Victoria sind bekannte Hersteller Clarke's Pies aus Mortlake, Kings Pies aus Hamilton, Gillies aus Bendigo, Beaumont's Pies aus Geelong und Patties Pies aus Bairnsdale. In Tasmanien ist der wichtigste Hersteller National Pies (trotz des Namens ist das Unternehmen nur in Tasmanien tätig). National Pies stellt hauptsächlich Pies mit einer Füllung aus Rindfleischmasse und "Cottage Pies" mit einer Decke aus Kartoffelbrei her. Die Pies dieser Marke sind im Gegensatz zu den meisten anderen nicht rund, sondern eckig.
Bekannte Marken in Neuseeland sind Big Ben, Mrs Mac und Ponsonby Pies. Die neuseeländischen und australischen Meat Pies werden mittlerweile auch im Ausland als kulinarische Spezialität aus "Down Under" angeboten.

## „The Great Aussie Meat Pie Contest“
Seit 1990 findet in Australien ein Wettbewerb um den besten kommerziell hergestellten australischen Meat Pie statt. Der The Great Aussie Meat Pie Contest soll die Produktqualität fördern und das mediale Interesse auf die Pies lenken. Allerdings ist der Wettbewerb von der allgegenwärtigen Werbung der großen Hersteller dominiert.
Der Wettbewerb zieht Hersteller aus ganz Australien an. Die Pies werden zur Vermeidung von Vorbehalten der Juroren gegen bestimmte Marken oder Herkunftsstaaten blind verkostet. Neben dem Wettbewerb für "Alltags-Pies" gibt es einen weiteren für "Gourmet"-Pies mit Kategorien beispielsweise für Hühnerfleisch, Seafood und sogar vegetarische Pies. Neben dem wegen seiner umsatzfördernden Wirkung begehrten Hauptpreis werden bei Erreichen bestimmter Kriterien Qualitätszertifikate vergeben.